# Мономолекулярний шар
Мономолекулярний шар (рос. мономолекулярный слой, англ. monomolecular layer, нім. monomolekulare (unimolekulare) Schicht f, Monoschicht f) – шар речовини товщиною в одну молекулу на поверхні розділу фаз. Виникає при адсорбції, поверхневої дифузії та при випаровуванні розчинника з розчину, який має нерозчинний компонент. 
В залежності від відстаней між молекулами розрізняють:
- газоподібний (молекули мономолекулярного шару розташовані далеко одна від одної і практично не взаємодіють між собою),

- рідинно-розширений (проміжний),

- конденсований мономолекулярний шар (молекули щільно упаковані, речовина шару схожа на двовимірне тверде тіло).

Структура і властивості мономолекулярних шарів значною мірою визначають швидкість масопереносу через поверхню розділу фаз, адгезію, стійкість емульсій, пін, а також результати таких технологічних процесів, як брикетування вугілля зі зв’язуючими, флотації корисних копалин, адгезійного збагачення золота, масляної флокуляції та аґломерації, знесолення вугілля та ін.